# ناحیه آگو آوی
اگاو (به لاتین: Agew Awi Zone) یک منطقهٔ مسکونی در اتیوپی است که در منطقه امهارا واقع شده‌است. اگاو ۹٬۱۴۸٫۴۳ کیلومتر مربع مساحت و ۱٬۰۷۷٬۱۴۴ نفر جمعیت دارد.